# John B. Bell
John B. Bell (* 1954) ist ein US-amerikanischer angewandter Mathematiker.
Bell studierte Mathematik am Massachusetts Institute of Technology mit dem Bachelor-Abschluss 1975 und an der Cornell University mit dem Master-Abschluss 1977 und der Promotion bei Lawrence Payne 1979 (The Noncharacteristic Cauchy Problem for Time Dependent Equations). Danach war er Wissenschaftler beim Naval Surface Weapons Center und 1982 bis 1986 bei Exxon Production Research. 1986 bis 1996 war er am Lawrence Livermore National Laboratory, an dem er 1988 festes Mitglied wurde und 1993 bis 1996 das Center for Computational Sciences and Engineering leitete, und danach am Lawrence Berkeley National Laboratory (LBNL), wo er 2011 bis 2014 Leiter der Abteilung Mathematics and Computational Science war und seit 2014 Chefwissenschaftler der Abteilung Computational Research ist.
Bell befasste sich unter anderem mit Finite-Differenzen-Methoden, numerischer Hydro- und Aerodynamik (zum Beispiel Strömung bei kleinen Machzahlen), adaptiver Gitterverfeinerung, Tracking von Grenzflächen und Parallelrechnen und Anwendungen in Stoßwellenphysik, Verbrennung, Seismologie, Strömung in porösen Medien und Astrophysik (Supernova).
2005 erhielt er den Sidney Fernbach Award. 2018 erhielt er den Preis für sein Lebenswerk des Berkeley Lab. 2012 wurde er Mitglied der National Academy of Sciences. Er ist Fellow von SIAM und erhielt 2003 den SIAM/ACM Prize for Computational Science and Engineering.
Er ist einer der Gründer und Herausgeber von Communications in Applied Mathematics and Computational Science (CAMCOS).

## Schriften (Auswahl)
- mit Abdul Kadir Aziz, Manfred Friedrich Schneider: Existence and uniqueness for an equation of mixed type in a rectangle, 1982, Math. Methods Appl. Sci. 4
- mit J. A. Trangenstein, G. R. Shubin: Conservation laws of mixed type describing three-phase flow in porous media, SIAM Journal on Applied Mathematics, Band 46, 1986, S. 1000–1017
- mit Phillip Colella, H. M. Glaz: A second-order projection method for the incompressible Navier-Stokes equations, Journal of Computational Physics, Band 85, 1989, S. 257–283
- mit D. L. Marcus: A second-order projection method for variable-density flows, Journal of Computational Physics, Band 101, 1992, S. 334–348
- mit M. Berger, J. Saltzman, M. Welcome: Three-dimensional adaptive mesh refinement for hyperbolic conservation laws, SIAM Journal on Scientific Computing, Band  15, 1994, S. 127–138
- mit P. Colella, W. y. Crutchfield, R. B. Pember, M. L. Welcome: An adaptive Cartesian grid method for unsteady compressible flow in irregular regions, Journal of Computational Physics, Band 120, 1995, S. 278–304
- mit A. S. Almgren, W. G. Szymczak: A numerical method for the incompressible Navier-Stokes equations based on an approximate projection, SIAM Journal on Scientific Computing, Band 17, 1996, S. 358–369
- mit E. G. Puckett, A. S. Almgren, D. L. Marcus, W. J. Rider: A high-order projection method for tracking fluid interfaces in variable density incompressible flows, Journal of Computational physics, Band 130, 1997, S. 269–282
- mit R. B. Pember, P. Colella u. a.: An adaptive projection method for unsteady, low-Mach number combustion, Combustion Science and Technology, Band 140, 1998, S.  123–168
- mit A. S. Almgren, P. Colella, L. H. Howell, M. L. Welcome: A conservative adaptive projection method for the variable density incompressible Navier–Stokes equations, Journal of Computational Physics, Band 142, 1998, S. 1–46
- mit M. Sussman, A. S. Almgren, P. Colella, L. H. Howell, M. L. Welcome: An adaptive level set approach for incompressible two-phase flows, Journal of Computational Physics, Band 148, 1999, S. 81–124
- mit A. L. Garcia, W. Y. Crutchfield, B. J. Alder: Adaptive mesh and algorithm refinement using direct simulation Monte Carlo, Journal of Computational Physics, Band 154, 1999, S. 134–155
- mit M. S. Day: Numerical simulation of laminar reacting flows with complex chemistry, Combustion Theory and Modelling, Band 4, 2000, S. 535–556
- mit A. S. Almgren u. a.: CASTRO: A new compressible astrophysical solver. I. Hydrodynamics and self-gravity, Astrophysical Journal, Band 715, 2010, S. 1221
- mit David E. Keyes u. a.: Multiphysics Simulations: Challenges and Opportunities, Int. J. High Performance Computing Applications, Band 27, 2013, S. 5–83